# Didineis lunicornis
Didineis lunicornis är en stekelart som först beskrevs av Fabricius 1798.  Didineis lunicornis ingår i släktet Didineis, och familjen Crabronidae. Arten har ej påträffats i Sverige.